# Associazione del Bridge Argentino
L'Associazione del Bridge Argentino (in spagnolo Asociación del Bridge Argentino - ABA) è la federazione nazionale di bridge dell'Argentina. Fondata nel 1948, è affiliata alla World Bridge Federation. La sede della federazione è a Buenos Aires.

## Organizzazione
L'organismo è diretto da un presidente e un vicepresidente eletti per un mandato di 3 anni.

### Composizione del direttorio
- presidente: Silvia Elena Boldt
- vicepresidente: Roberto Vigil
- tesoriere: Julio Alfonsin
- segretario: Enrique Boschetti